# Tituly a vyznamenání Ingrid Švédské

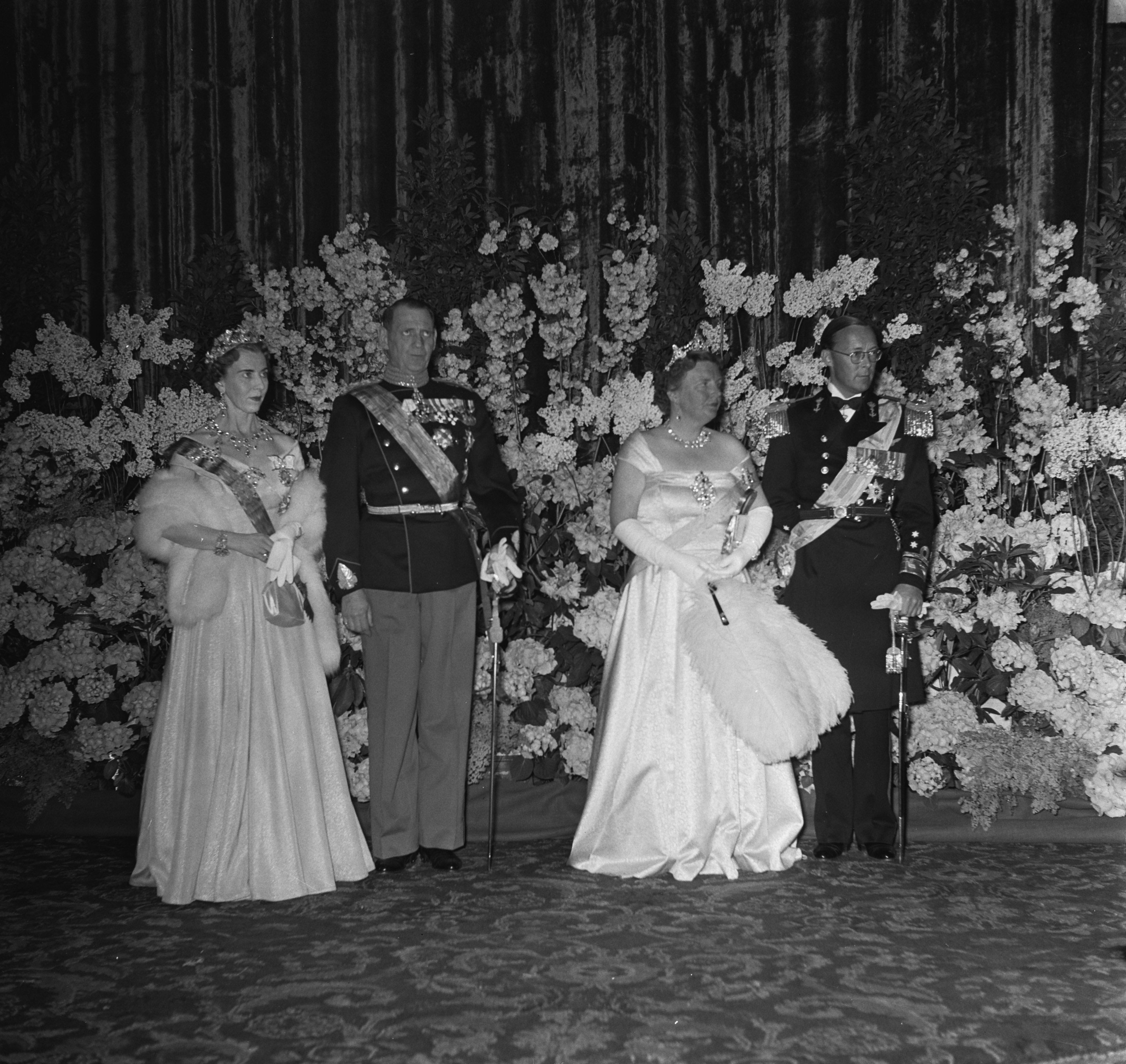
Královna Ingrid (vlevo) během recepce v Haagu v roce 1954

Švédská princezna a manželka dánského krále Frederika IX. Ingrid, celým jménem Ingrid Viktorie Žofie Luisa Markéta obdržela během svého života řadu švédských, dánských i zahraničních titulů a vyznamenání.

## Tituly
- 28. března 1910 – 24. května 1935: Její královská Výsost princezna Ingrid Švédská
- 24. května 1935 – 17. června 1944: Její královská Výsost korunní princezna dánská a islandská
- 17. června 1944 – 20. dubna 1947: Její královská Výsost korunní princezna dánská
- 20. dubna 1947 – 14. ledna 1972: Její Veličenstvo královna dánská
- 14. ledna 1972 – 7. listopadu 2000: Její Veličenstvo královna Ingrid Dánská

## Vyznamenání

Erb královny Ingrid jakožto dámy Řádu Isabely Katolické

Erb královny Ingrid jakožto dámy Řádu Serafínů

Erb královny Ingrid jakožto dámy Řádu slona

### Švédská vyznamenání
- Řád Serafínů – 21. května 1960
- Královský rodinný řád krále Gustava V.
- Královský rodinný řád krále Gustava VI. Adolfa
- Královský rodinný řád krále Karla XVI. Gustava – 1973
- Medaile k 50. narozeninám krále Karla XVI. Gustava
- Medaile k výročí 90. narozenin krále Gustava V.

### Dánská vyznamenání
- rytíř Řádu slona – 24. května 1947
- velkokomtur Řádu Dannebrog
- Rodinný královský řád krále Kristiána X.
- Rodinný královský řád krále Frederika IX.
- Čestný odznak Dánského červeného kříže
- Medaile 100. výročí narození krále Frederika IX.
- Medaile stříbrného výročí svatby královny Markéty II. a prince Henrika – 10. června 1992
- Medaile stříbrného výročí královny Markéty II. – 14. ledna 1997
- Medaile k 50. narozeninám královny Markéty II.
- Pamětní medaile krále Kristiána X.

### Zahraniční vyznamenání
- Belgie
  -  velkostuha Řádu Leopolda
- Egyptské království
  -  speciální třída Řádu ctností
- Etiopské císařství
  -  velkdůsojník Řádu královny ze Sáby
- Finsko
  -  velkokříž Řádu bílé růže – 1957
- Francie
  -  velkokříž Řádu čestné legie
- Island
  -  velkokříž Řádu islandského sokola – 2. září 1970[1]
- Írán
  -  Řád Plejád I. třídy – 1959
  -  Pamětní medaile 2500. výročí Perské říše – 14. října 1971[2]
- Itálie
  -  velkokříž Řádu zásluh o Italskou republiku – 20. dubna 1964[3]
- Lucembursko
  -  dáma velkokříže Řádu Adolfa Nasavského
- Německo
  -  velkokříž speciální třídy Záslužného řádu Spolkové republiky Německo
- Nizozemsko
  -  dáma velkokříže Řádu nizozemského lva
- Norsko
  -  dáma velkokříže Řádu svatého Olafa
- Rakousko
  -  velkohvězda Čestného odznaku Za zásluhy o Rakouskou republiku – 1962[4]
- Řecko
  -  velkokříž Řádu svaté Olgy a Sofie – 17. září 1964
- Spojené království
  -  Korunovační medaile Jiřího VI.
- Španělsko
  -  dáma velkokříže Řádu Isabely Katolické – 15. března 1980 – udělil král Juan Carlos I.[5]
- Thajsko
  -  dáma Řádu Mahá Čakrí – 6. září 1960[6]
- Vatikán
  -  Pro Ecclesia et Pontifice